# Col de Mitla
Le col de Mitla (en arabe : ممر متلة, en hébreu : מיתלה) est un col de montagne traversé par une route sinuant sur 32 km dans les montagnes du Sinaï en Égypte. Il est situé à environ 50 km à l'est de Suez. Il est célèbre comme le site de grandes batailles entre les forces armées d'Égypte et d’Israël pendant les guerres de 1956, 1967 et 1973. Au cours de la guerre du Kippour, le 14 octobre 1973, les Égyptiens essayèrent d'atteindre le col avec des éléments de leur 4e division blindée, mais leur offensive fut stoppée par les blindés des forces de défense israélienne et par l’armée de l’air israélienne. Le nombre de chars égyptiens perdus varie selon les sources. Le livre The Two O'Clock War, donne le nombre de chars israéliens mais le nombre de chars égyptiens est plus faible.

## Combat durant la guerre de Suez
Pendant l'invasion israélienne de l'Égypte durant la crise du canal de Suez en 1956, le col fut conquis par la 202e brigade de l'armée israélienne, commandée par Ariel Sharon, sans l'approbation de l’État-major israélien. Sharon faisait face à des éléments de la 2e brigade égyptienne, qui avait préparé une embuscade au col. Les Égyptiens mobilisèrent l'attention des Israéliens aussi célèbres que Mordechai Gur et Uri Dan durant tout l'après-midi du 31 octobre 1956. Aharon Davidi et Rafael Eitan partirent à la tète de deux compagnies pour combattre les Égyptiens depuis les deux côtés du col de 18 heures à 21 heures. Les Israéliens enregistrèrent 40 tués et environ 120 blessés, tandis que les Égyptiens eurent 260 morts. Sharon fut critiqué pour cette offensive.